# Markus Brandhorst
Markus Brandhorst (* 23. April 1970 in Rahden) ist ein deutscher Fitnesstrainer und ehemaliger deutscher Meister im Bodybuilding (DBFV/IFBB).

## Leben
Brandhorst begann im Alter von 16 Jahren mit dem Kraftsport. Nach 3 Jahren Training nahm er 1989 unter anderem an der Ostwestfalenmeisterschaft teil und belegte in der Juniorenklasse den ersten Platz. 1990 gewann er die NRW-Landesmeisterschaft bei den Junioren, wurde im selben Jahr Deutscher Vizemeister und krönte das Jahr mit der Bronzemedaille bei der Junioren-Weltmeisterschaft in Alicante. 1992 erwarb er bei der BSA-Akademie die Fitnesstrainer-B-Lizenz mit integrierter Studioleiterlizenz.
1997 gewann er den internationalen Niedersachsen-Cup in der Männerklasse und belegte bei der internationalen Deutschen Meisterschaft den 5. Platz. Nach einem Jahr Pause gewann er 1999 die NRW-Landesmeisterschaft und wurde erneut Deutscher Vizemeister. Im Jahr 2000 siegte er bei der Deutschen Meisterschaft.

## Wettkämpfe
- 1989: Ostwestfalen-Meisterschaft – Junioren, 1. Platz
- 1990: NRW-Landesmeisterschaft – Junioren, 1. Platz
- 1990: Deutsche Meisterschaft – Junioren, 2. Platz
- 1990: Weltmeisterschaft – Junioren, 3. Platz
- 1991: Internationale Rheinland-Meisterschaft, 2. Platz
- 1991: Internationaler Ostwestfalen-Pokal, 2. Platz
- 1997: Internationaler Niedersachsen-Cup, 1. Platz
- 1997: Internationale Deutsche Meisterschaft, 5. Platz
- 1999: NRW-Landesmeisterschaft, 1. Platz
- 1999: Deutsche Meisterschaft, 2. Platz
- 2000: NRW-Landesmeisterschaft, 2. Platz
- 2000: Deutsche Meisterschaft, 1. Platz